# Dandakosaurus indicus
Il dandakosauro (Dandakosaurus indicus) è un misterioso dinosauro carnivoro, forse appartenente ai ceratosauri. È noto per un solo fossile (un pube parziale), ritrovato in India in terreni del Giurassico inferiore (Toarciano, circa 180 milioni di anni fa). L'identità è dubbia.

## Classificazione
Descritto per la prima volta da Yadagiri nel 1982, questo dinosauro è basato su un pube parziale ritrovato nella regione di Andhra Pradesh in India. Il pube possiede una forma che richiama quella dei ceratosauri, un gruppo di dinosauri carnivori dalle caratteristiche antiquate, che nel corso del Cretaceo si specializzarono dando origine a forme molto evolute (abelisauridi). Non è chiaro, tuttavia, se questo resto fossile rappresentasse o meno un ceratosauro o forse un tetanuro basale (un altro gruppo di dinosauri carnivori molto diversificato); in ogni caso, Dandakosaurus rappresenta il più antico teropode descritto nel subcontinente indiano. 